# Sesso e lucertole a Melancholy Cove
(Sesso e lucertole a Melancholy Cove)
Sesso e lucertole a Melancholy Cove (titolo originale The Lust Lizard of Melancholy Cove) è il quinto romanzo di Christopher Moore, edito per la prima volta nel 1999 negli Stati Uniti e nel 2010 in Italia. L'ambientazione e alcuni personaggi che appaiono in quest'opera sono gli stessi del primo romanzo di Moore - La commedia degli Orrori (Practical Demonkeeping, 1992), Sonzogno, 1992.

## Trama
Il romanzo è interamente ambientato nella cittadina fittizia di Pine Cove, che sorge sulla costa californiana. La trama è un intreccio di tre storie differenti: 1) il pubblico ufficiale Theophilus Crowe, che soffre di dipendenza dalla marijuana, è alle prese con un complicato caso di omicidio/suicidio; 2) l'annoiata e single psichiatra Valerie Riordan, colpita dai sensi di colpa dopo il suicidio di una sua paziente, decide di sostituire gli antidepressivi prescritti agli altri pazienti con dei placebo; 3) l'ex-attrice di film fantascientifici Molly Michon, da tutti considerata pazza, stringe amicizia con un gigantesco mostro marino tornato sulla terra dopo un lungo letargo nelle profondità dell'oceano.
Dopo una complicata serie di eventi che si intrecciano fra loro, avremo che Crowe risolve il caso e sgomina una banda di narcotrafficanti capitanati dal poliziotto corrotto John Burton; Valerie Riordan torna a svolgere con passione la sua professione e trova l'amore nel biologo Gabriel Fenton; infine Molly Michon, con l'aiuto del musicista di colore Catfish, salva il mostro marino dalle grinfie di una setta di invasati che voleva adorarlo come un dio.

## Edizioni
- Christopher Moore, Sesso e lucertole a Melancholy Cove, traduzione di Luca Fusari, I, Elliot, 2010,  pp. 307, ISBN 978-88-6192-137-5.